# Rocade de Saintes
La rocade de Saintes est un aménagement routier permettant de desservir les différentes communes de l'agglomération saintaise, évitant aux véhicules de transiter par le centre-ville ou l'avenue de Saintonge, fréquemment encombrés. Elle se compose de deux tronçons : la rocade ouest (route nationale 137), depuis la Cité de l'Agriculture jusqu'à Diconche, et la rocade sud (route nationale 141), depuis Diconche jusqu'à Fief-Mignon.
Les principaux échangeurs sont situés au niveau de la Cité de l'Agriculture, de la ZAC Recouvrance (accès à l'autoroute A10), de la ZA du Parc Atlantique, de Diconche (giratoire), des Arciveaux/ZA des Grandes Bauches, de la ZA de Terrefort et de Fief-Mignon.
Plusieurs axes importants viennent se greffer à la rocade de Saintes, parmi lesquels la route départementale 137 (vers La Rochelle/Rochefort ou Pons), la route départementale 728 (vers Marennes et l'Île d'Oléron), la route nationale 150 (vers Royan), la route nationale 141 (vers Cognac/Angoulême) et la route départementale 150 (vers Saint-Jean-d'Angély).
La rocade ouest, longue de 4,8 kilomètres, est ouverte en 1981, peu de temps après la mise en service de la section Poitiers-Saintes de l'autoroute A10 (prolongée par la suite vers Bordeaux). Elle est complétée par une rocade sud, longue de 5,1 kilomètres, ouverte le 20 décembre 1994. Elle est en partie repensée en 2008 à la suite de la création d'un nouveau tronçon de la route nationale 150 (2X2 voies), prélude à une future liaison express entre Royan et Limoges. Enfin, de la Cité de l'Agriculture au lotissement du Terroir de Magezy, le boulevard Vladimir (route départementale 128) fait office de contournement nord-ouest.
La construction de la rocade sud, débutée en 1990, a nécessité l'assèchement et l'ensablement de certains sols vaseux, et a entraîné l'édification d'un ouvrage d'art afin de franchir la Charente. Dénommé « Pont Charentelle », il borde un viaduc de chemin de fer baptisé « Pont de Diconche ».

Le giratoire de Diconche, point de rencontre de cinq routes (la rocade ouest, la rocade sud, la route de Bordeaux, l'avenue de Gémozac, et l'avenue John Fitzgerald Kennedy qui est un point d'entrée dans l'agglomération saintaise), est fréquemment encombré en raison du trafic élevé. Pour remédier à ce problème et « faire sauter » ce barreau, un projet de liaison en 2×2 voies entre la rocade ouest et la rocade sud, incluant un échangeur relié au carrefour de Diconche, a été évoqué.

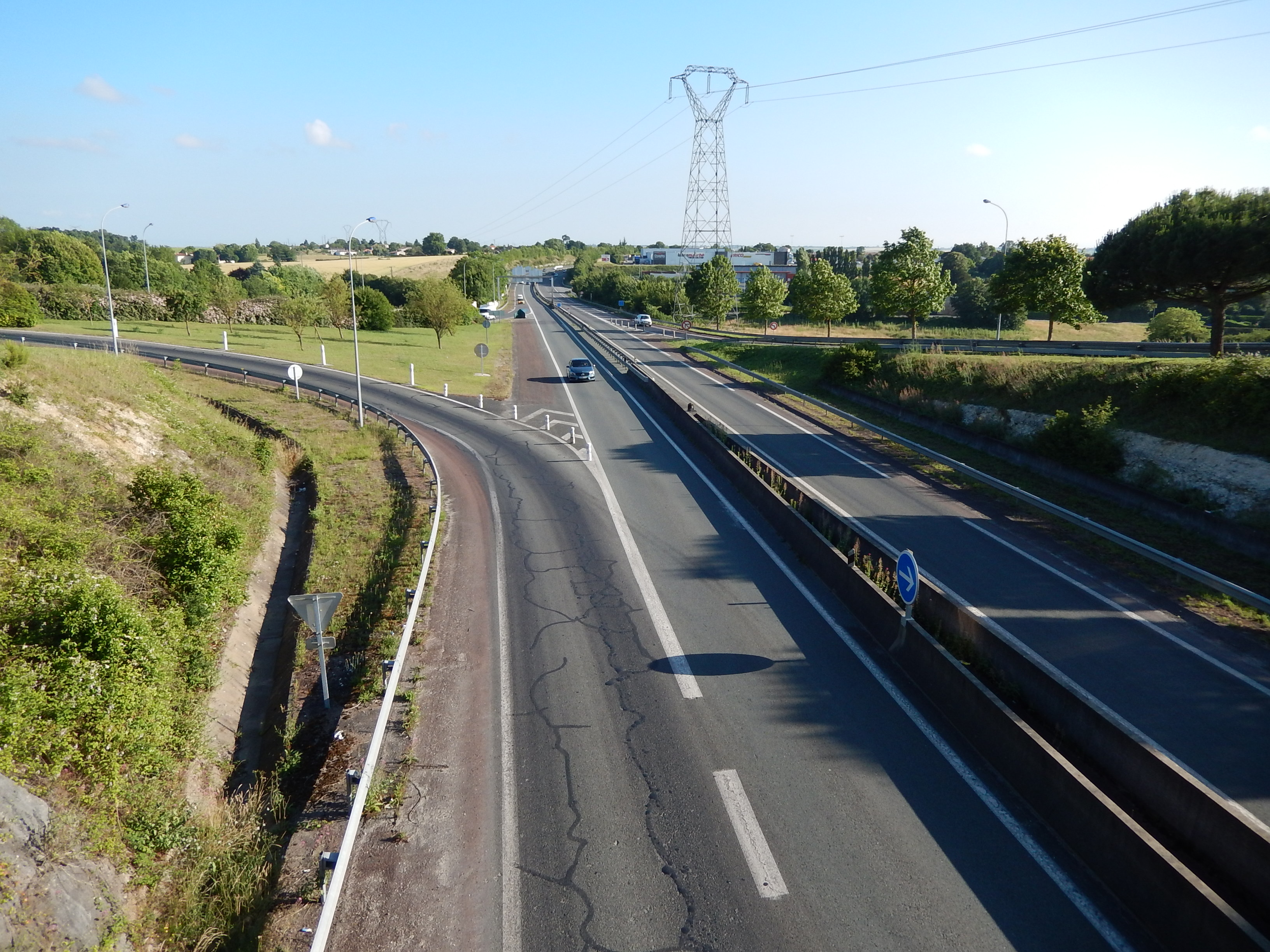
L'échangeur avec la route de Cognac (N141).
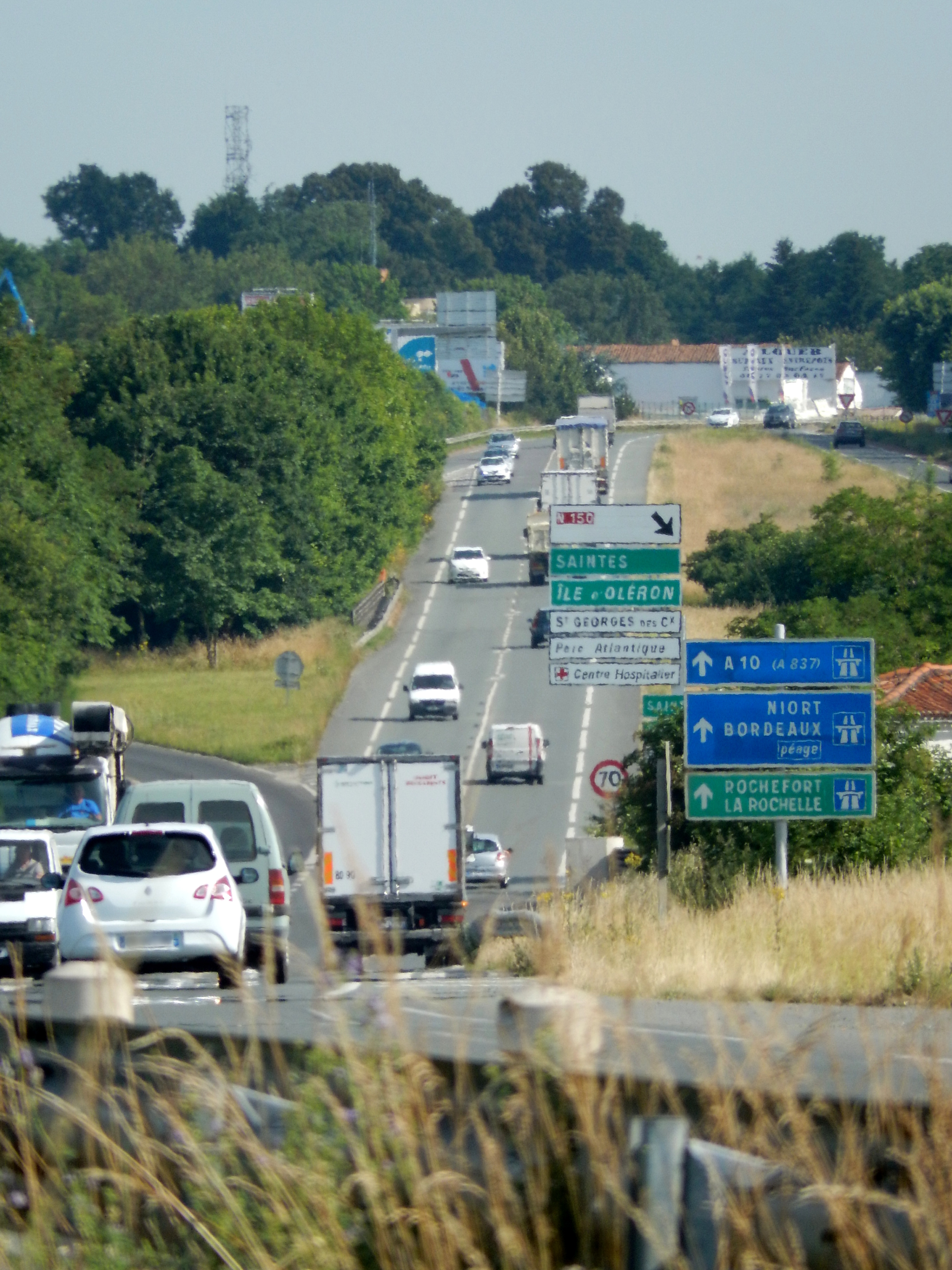
La partie ouest de la rocade, avec l'échangeur vers la Z.A. de l'Ormeau de Pied.
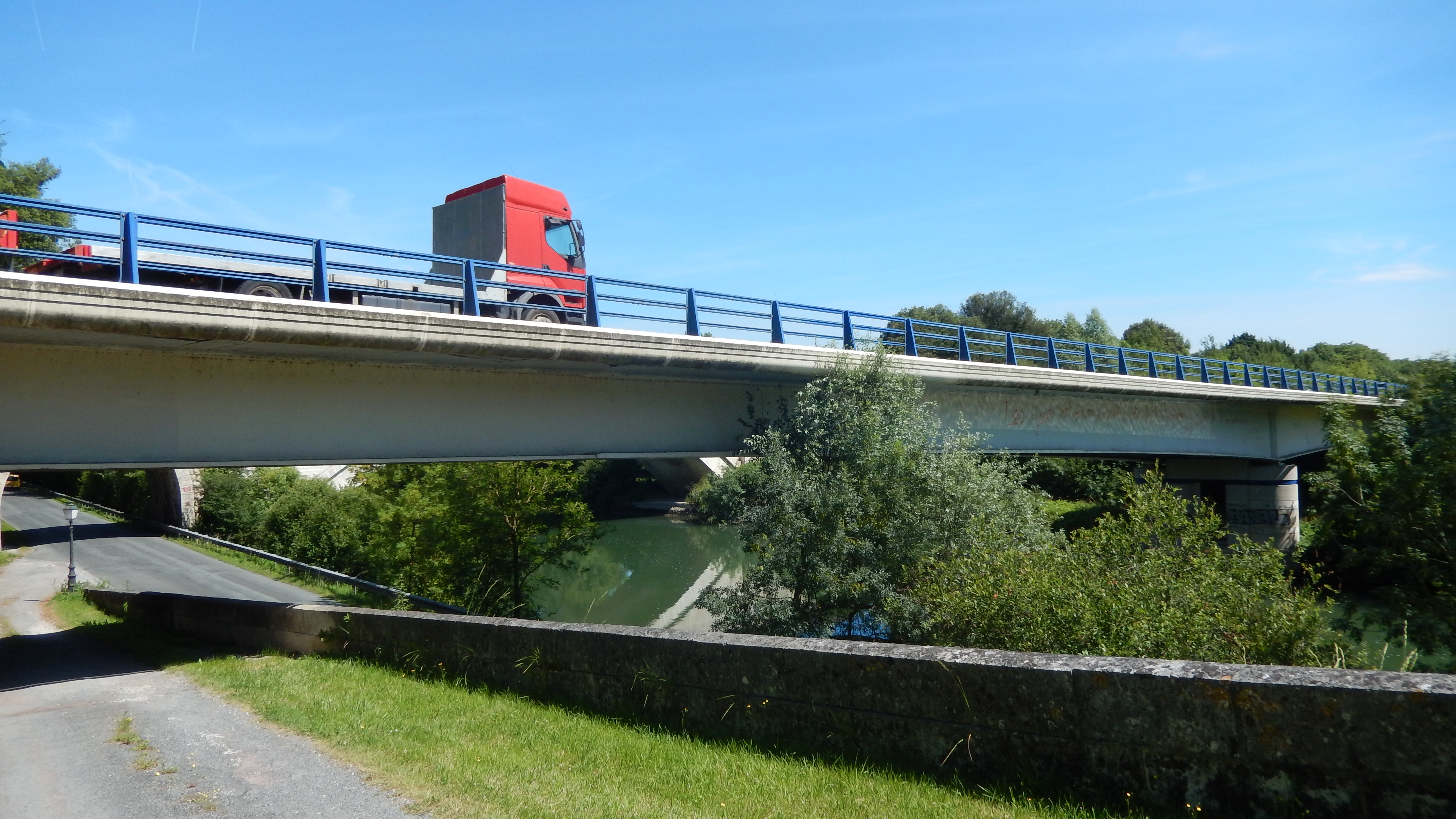
Le pont Charentelle (vu d'en dessous).
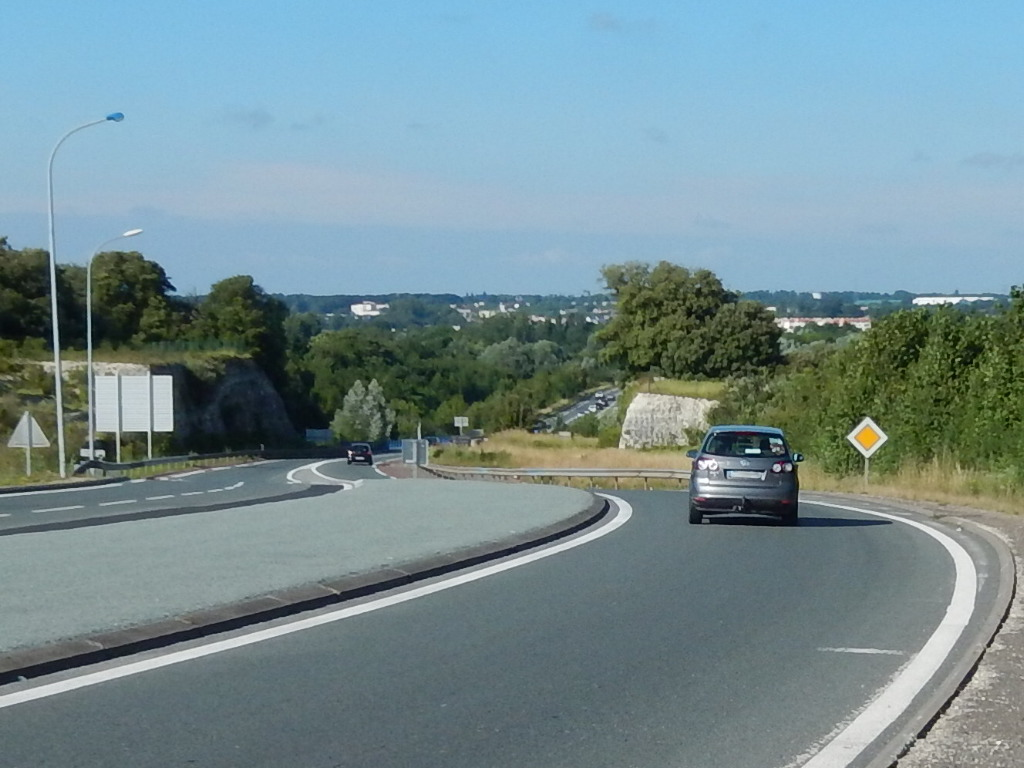
L'arrivée de la portion sud-est, juste avant le giratoire de Diconche.

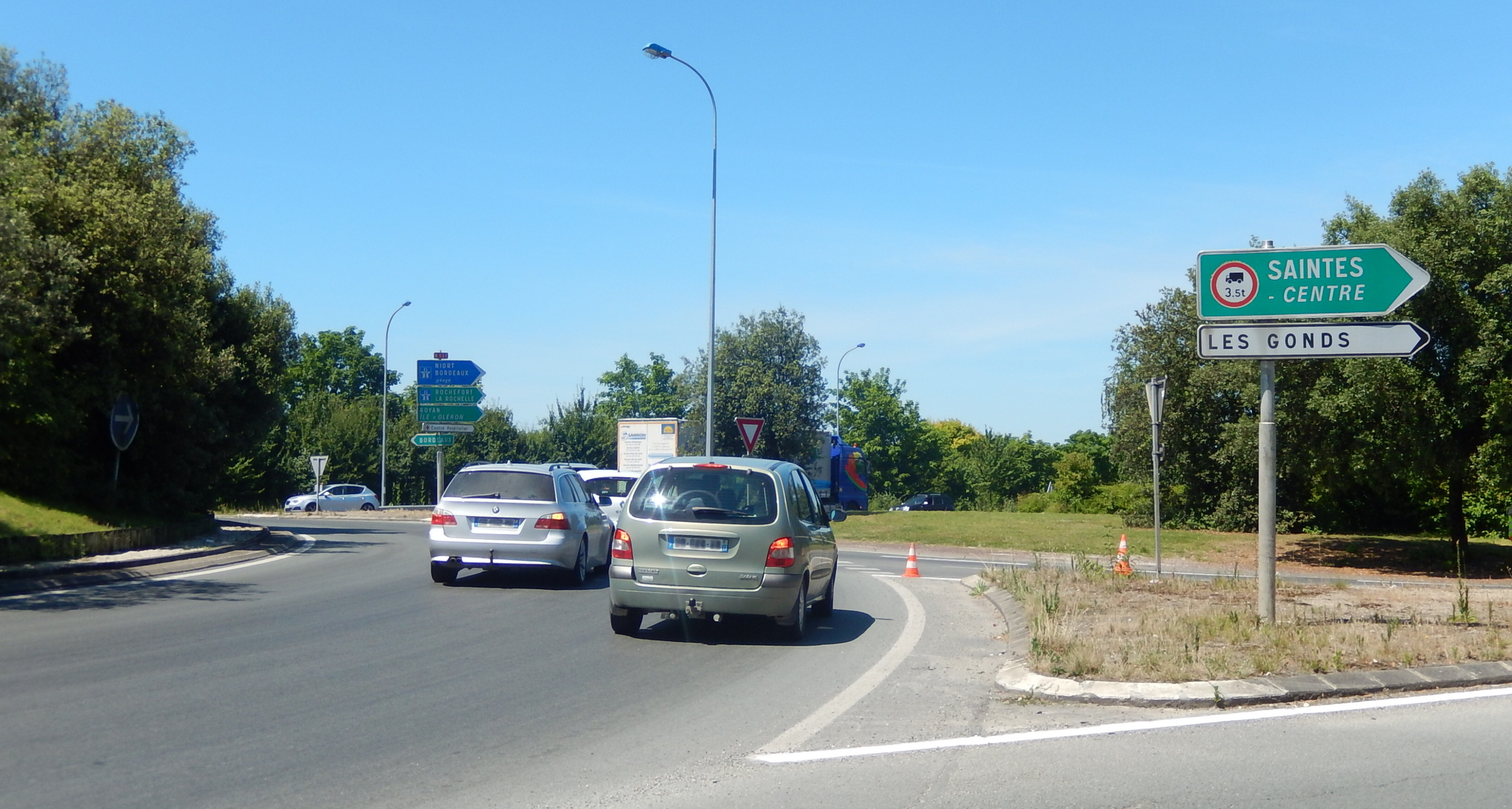
Une portion du giratoire de Diconche.
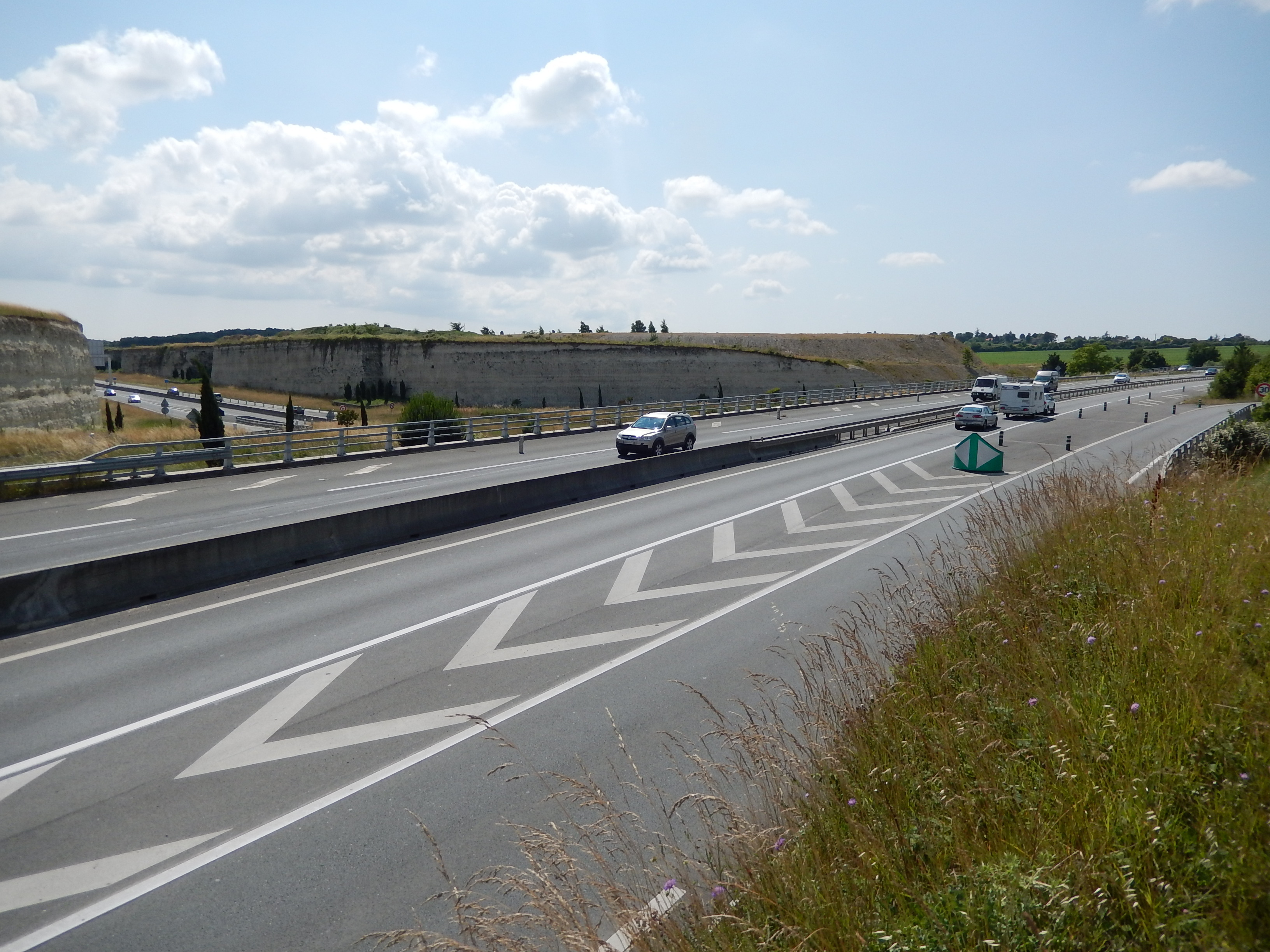
L'échangeur entre la N137 et la N150.
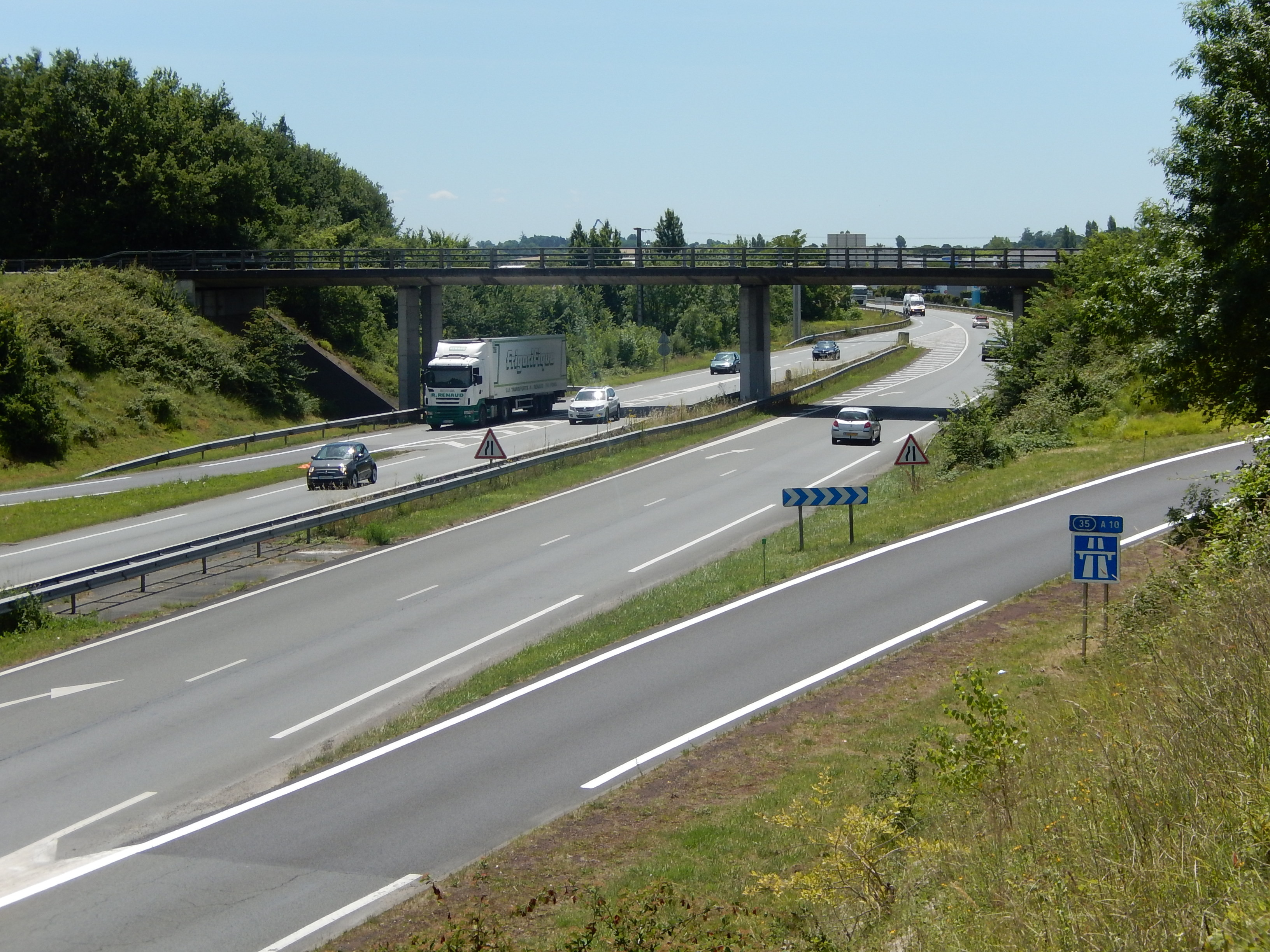
Le lien entre la rocade de Saintes et la sortie 35 de l'autoroute A10.
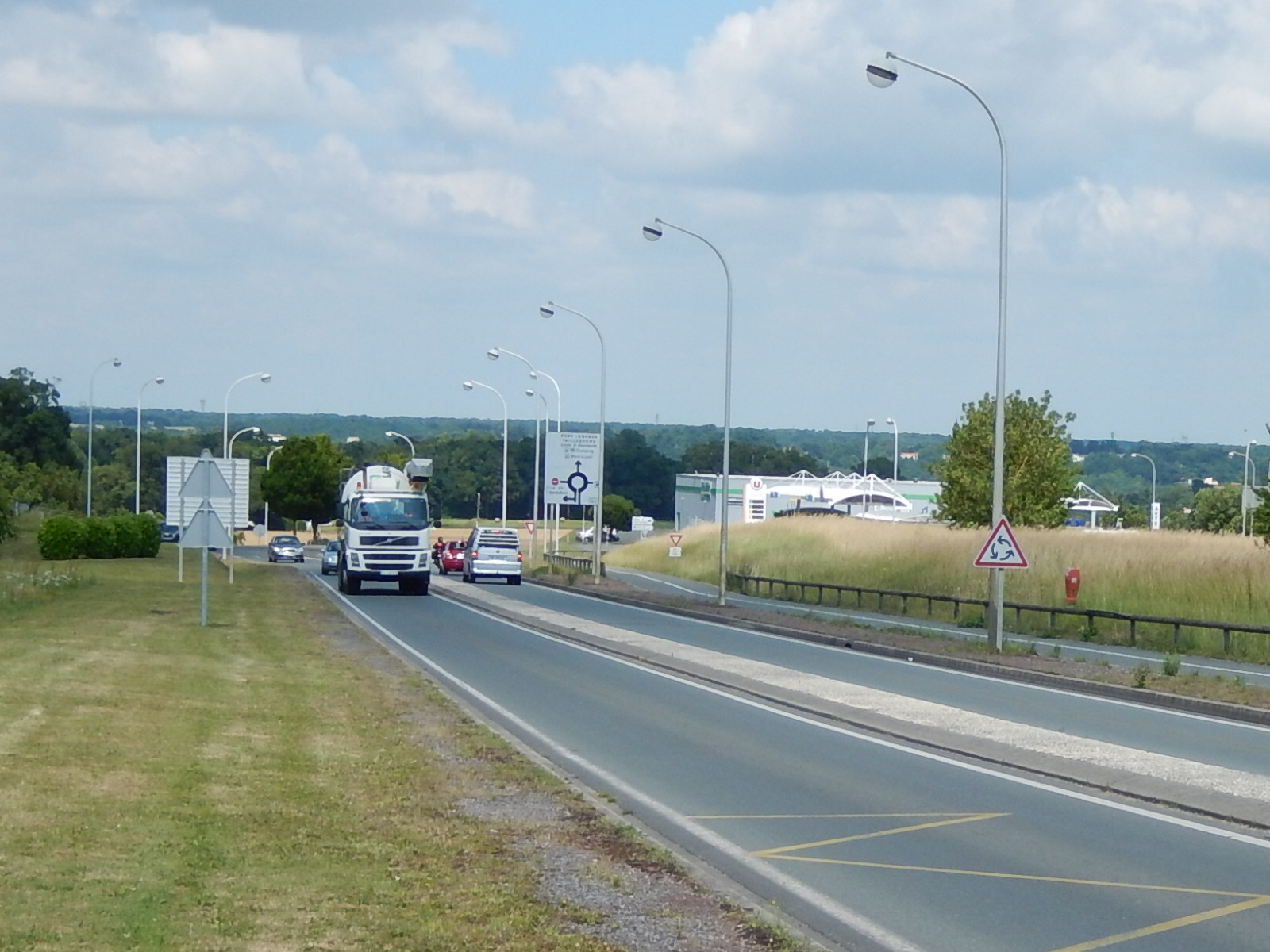
Le boulevard Vladimir peut être considéré comme le prolongement nord-ouest de la rocade.